# Yllka Berisha
Yllka Berisha (Pristina, 18 gennaio 1988) è una modella e cantante kosovara con cittadinanza svedese.
È stata Miss Kosovo nel 2008 e precedentemente seconda a Miss Albania

## Biografia
Nata a Pristina, nel 1988 da una famiglia albanese, nel 1990 all'età di due anni emigra con la famiglia nella città svedese di Laholm.
Nel 2006 partecipa alla sua prima gara di bellezza ovvero, Miss Scandinavia 2006, nello stesso anno partecipa anche al concorso Miss Kosovo 2006, senza riscuotere successo. L'anno dopo partecipa a Miss Albania e a Miss Scandinavia. Il 12 dicembre 2007 fa la sua seconda partecipazione a Miss Kosovo ottenendo la sua prima vittoria.
L'anno successivo rappresenta il Kosovo a Miss Terra 2008 e a Miss Universo 2008 divenendo la prima donna a rappresentare ufficialmente il Kosovo dopo l'indipendenza.

### Carriera musicale
Inizia la sua carriera musicale nel 2007 registrando il suo primo singolo dal nome I maj mend in collaborazione col produttore discografico Genc Vela, coautore del testo.

## Discografia
- 2008 - I maj mend